# Course à la mort
Pour les articles homonymes, voir Course à la mort (homonymie) et Death Race.
Série Death Race
Death Race 2
(2011)
Pour plus de détails, voir Fiche technique et Distribution.
Course à la mort (Death Race) est un film américano-germano-britannique réalisé par Paul W. S. Anderson et sorti en 2008. Il met en scène Jason Statham, Joan Allen et Tyrese Gibson.
Il s'agit d'un remake du film La Course à la mort de l'an 2000 de Paul Bartel sorti en 1975, avec David Carradine et Sylvester Stallone dans les rôles principaux. Cette nouvelle version sera suivie de trois films.

## Synopsis
En 2012, des prisonniers sont contraints à participer à des courses de voitures très violentes. Le premier prisonnier arrivant à cinq victoires sera gracié par l'État. L'économie américaine s'est effondrée, provoquant la hausse du chômage et du crime, à tel point que les grandes sociétés privées construisent des prisons à travers le pays juste pour le profit. Dans l'île-prison de Terminal Island est diffusée mondialement La Course de mort, via un site payant très populaire sur Internet. La Course de mort est non seulement une course à la ligne d'arrivée, mais aussi un combat sans pitié voiture contre voiture.
L'ancien champion de course automobile Jensen Ames vient de perdre son emploi dans l'aciérie où il travaillait lors de la fermeture de celle-ci. Chez lui, sa femme est tuée et lui assommé par un homme masqué. La police le trouve inanimé. Accusé du meurtre de sa femme, il est incarcéré à Terminal Island où le chef des suprématistes  blancs, Pachenko, le provoque et déclenche une bagarre. La directrice, Hennessey, lui propose de conduire la Ford Mustang de Frankenstein, décédé, en portant son masque. Les prisonniers pilotes sont libérés après cinq courses à la mort remportées. Frankenstein en avait gagné quatre, il ne lui en reste qu'une seule à gagner. Il accepte.

## Fiche technique
Sauf indication contraire, les informations mentionnées dans cette section peuvent être confirmées par la base de données cinématographiques IMDb,  présente dans la section « Liens externes ».
- Titre original : Death Race
- Titre français et québécois : Course à la mort
- Réalisation : Paul W. S. Anderson
- Scénario : Paul W. S. Anderson, d'après le scénario original de Robert Thom et Charles B. Griffith, lui-même inspiré d'une nouvelle d'Ib Melchior
- Directeur de la photographie : Scott Kevan
- Décors :  Paul D. Austerberry (chef décorateur), Paul Hotte (décorateur)
- Musique : Paul Haslinger
- Montage : Niven Howie
- Costumes : Gregory Mah
- Production : Paul W.S. Anderson, Jeremy Bolt, Paula Wagner et Tom Cruise
  - Producteurs délégués : Roger Corman, Don Granger, Dennis E. Jones, Adam Merims et Ryan Kavanaugh
- Sociétés de production : Relativity Media, Impact Pictures, Cruise/Wagner Productions, H2S2 Filmproduktionsgesellschaft et Scion Films
- Distribution : Universal Pictures
- Budget : 45 millions $[1]
- Langue originale : anglais
- Pays d'origine :  États-Unis,  Allemagne,  Royaume-Uni
- Genre : action, science-fiction, dystopie
- Durée : 105 minutes, 111 minutes (version director's cut)
- Format : Couleur - 2,35:1 - 35 mm - son : SDDS - DTS - Dolby Digital
- Dates de sortie :
  -  États-Unis •  Canada : 22 août 2008
  -  France : 15 octobre 2008
- Classifications :
  - États-Unis : « R » (Restricted) les mineurs (17 ans et moins) doivent être accompagnés d'un adulte
  - France : interdit aux moins de 12 ans

## Distribution
- Jason Statham (VF : Boris Rehlinger - VQ : Sylvain Hétu) : Jensen Ames
- Tyrese Gibson (VF : Bruno Henry - VQ : Thiéry Dubé) : « Machine-Gun » Joe
- Joan Allen (VF : Véronique Augereau ; VQ : Claudine Chatel) : Hennessy
- Ian McShane (VF : Féodor Atkine - VQ : Éric Gaudry) : Coach
- Robin Shou : 14 carats « 14K »
- Natalie Martinez (VQ : Ariane-Li Simard-Côté) : Case
- David Carradine : Frankenstein (caméo vocal)
- Janaya Stephens : Suzy
- Jacob Vargas (VF : Philippe Bozo - VQ : Manuel Tadros) : Gunner
- Frederick Koehler (VF : Tony Marot - VQ : Gabriel Lessard) : Lists
- Robert Lasardo (VQ : Daniel Picard) : Grimm
- Max Ryan (VF : Gilles Morvan ; VQ : Patrick Chouinard) : Slovo Pachenko
- Alan D. Purwin : le pilote de l'hélicoptère
- Benz Antoine : le navigateur de Joe
- Jason Clarke (VQ : François Trudel) : Ulrich
- Marcello Bezina : un policier (non crédité)
- Justin Mader : Travis Colt

Source VF : RS Doublage Source VQ : doublage Québec

## Production

### Genèse du projet
Au mois de mars 2002, le réalisateur Paul W. S. Anderson révèle qu'il va mettre en scène un remake de La Course à la mort de l'an 2000 (1975) intitulé Death Race 3000, produit par Paramount Pictures et basé sur un scénario de J. F. Lawton. Tom Cruise et Paula Wagner sont annoncés à la production. Paul W. Anderson a décrit le remake comme un « riff »  sur le premier film.

« Ce n'est pas un remake du tout. Le premier film était une course à travers l'Amérique. C'était autour d'une course mondiale. Celui-là sera orienté vers l'avenir, donc les voitures sont encore plus futuristes. Donc vous aurez des voitures avec des fusées, des mitrailleuses, les champs de force ; des voitures pouvant se fractionner et se reformer, un peu comme les Transformers, les voitures qui deviennent invisibles... »

— Paul W. S. Anderson
Deux ans plus tard, Roger Corman, le producteur, annonce un partenariat avec Tom Cruise, comme producteur et premier rôle. Mais l'acteur n'est finalement pas content du scénario et quitte le projet. Au mois de juin 2006, le producteur Jeremy Bolt rapporte qu'Anderson dirigera le film après avoir fini le tournage de Resident Evil: Extinction (2007), qu'il produit seulement. Jeremy Bolt annonce alors le remaniement du scénario :

« Nous avons pris fondamentalement l'idée de téléréalité et l'avons étendu vingt ans. Donc c'est sans aucun doute un commentaire sur la société, et notamment sur la téléréalité, mais ce n'est pas une parodie ou une satire comme l'original. C'est plus droit »

— Jeremy Bolt
En août 2006, Paramount annonce sa rupture avec la société Cruise/Wagner Productions, le projet est alors bloqué. C'est finalement Universal Pictures qui l'acquiert. Tom Cruise et Paula Wagner redeviennent producteurs du film, et Anderson est à nouveau annoncé pour diriger le film.

### Attribution des rôles
En avril 2007, l'acteur Jason Statham est entré en négociations pour jouer le rôle principal du film, avec un tournage prévu pour commencer à l'été suivant. Anderson a décrit que le film aurait lieu dans une prison et qu'il serait super-violent comme son prédécesseur. Il reprend ainsi le rôle tenu par David Carradine dans le film original. Le chanteur-acteur Tyrese Gibson reprend quant à lui celui de Sylvester Stallone (Colin Salmon devait à l'origine incarner ce personnage de Machine-Gun Joe).

### Tournage
Le tournage du film a débuté à Montréal au mois d'août 2007.
Natalie Martinez a eu une légère cicatrice à la suite d'un incident.

### Musique
La bande originale de la Course à la mort est composée par Paul Haslinger et enregistrée avec le Hollywood Studio Symphony dans les studios Sony.
La bande originale du film est sortie le 19 août 2008.

## Accueil

### Sortie
Le film devait initialement sortir le 26 septembre 2008, mais sa sortie fut avancée au 22 août 2008.

### Critique
Le film a reçu généralement de mauvaises critiques. Il tient actuellement un 43 % au classement « Pourri »  chez Rotten Tomatoes, et un classement de 41 sur 100 sur Metacritic.
Roger Ebert du Chicago Sun-Times a donné une demi-étoile pour le film sur quatre possible, le qualifiant d'« assaut sur tous les sens, y compris commun ».
Keith Phipps de The Onion A.V. Club a dit que le film est « l'idéal pour ceux qui veulent voir un paquet d'explosion de voiture sans avoir à trop réfléchir ». 
Marc Savlov du Austin Chronicle a dit de Course à la mort qu'il s'agissait de « l'un des plus ennuyeux films de voiture de tous les temps ».
Peter Hartlaub du San Francisco Chronicle considère que le film est « un remake mal-avisé et sévèrement affaibli de La Course à la mort de l'an 2000 ».
Elizabeth Weitzman du New York Daily News a donné au film une étoile et demie sur quatre possible, et commentant : « Les courses-poursuite sont assez dynamiques, mais il y a absolument rien d'autre à voir. »
Une critique positive est venue de Nathan Lee du The New York Times qui dit : « Le film est légitimement graisseux, authentiquement méchant, avec un bon sens à l'ancienne où l'on dévaste tout. »
James Berardinelli du ReelViews a attribué un score de deux étoiles et demie sur quatre possible.

### Box-office
| Pays ou région | Box-office      | Date d'arrêt du box-office | Nombre de semaines |
| -------------- | --------------- | -------------------------- | ------------------ |
| Mondial        | 73 728 139 $    | 12 novembre 2008           | 12                 |
| États-Unis     | 36 064 910 $    | 22 septembre 2008          | 5                  |
| France         | 235 202 entrées | 12 novembre 2008           | 4                  |

## Suites
En 2011, la préquelle Death Race 2 sort directement en vidéo. Le film revient sur le parcours du personnage de Frankenstein. Le film est suivi de Death Race: Inferno (2013).
Death Race: Anarchy (2018) est la suite directe de ce film.